# Beires
Beires es una localidad y municipio español situado en la parte centro-norte de la comarca de la Alpujarra Almeriense, en la provincia de Almería. Limita con los municipios de Almócita, Fondón, Abrucena, Ohanes, Canjáyar y Padules. Por su término discurre el río Andarax.
El municipio beirenco comprende únicamente el núcleo de población de Beires —capital municipal—, así como los diseminados de El Álamo, La Fuente Cufría, La Fuente Navarro, Gárafe, Los Lucas, La Majada de las Vacas, Los Melgones y La Sexta Parte.
La totalidad de su término lo ocupa el Parque nacional y natural de Sierra Nevada.

## Toponimia
El estudio del origen del nombre de Beires es llamativo, debido al carácter plural de la palabra. El arabista Álvaro Galmés de Fuentes se encuentra vacilante ante este nombre, proponiendo una raíz portuguesa, beira (Orilla o margen) basándose en la distribución urbana en dos barrios separados por un río, dándole el nombre en plural.

## Geografía física

### Situación
Integrado en la comarca de la Alpujarra Almeriense, se encuentra situado a 49 kilómetros de la capital provincial, a 125 de Granada, a 182 de Jaén y a 244 de Murcia. El término municipal está atravesado por la carretera A-348, que conecta la autovía A-44 en Béznar con la N-340A en Benahadux, cerca de la A-92.
| Noroeste: Fondón y Abrucena | Norte: Abrucena | Nordeste: Abrucena y Ohanes |
| Oeste: Fondón               |                 | Este: Ohanes y Canjáyar     |
| Suroeste: Fondón y Almócita | Sur: Almócita   | Sureste: Padules            |

### Riesgos naturales
El municipio de Beires cuenta con un PTEL que cumple con la Ley 5/2010 sobre autonomía local.

## Naturaleza

### Zonas protegidas
Ubicado en la ladera sur de Sierra Nevada, el término municipal de Beires cubre parte tanto del Parque Natural de Sierra Nevada; como del Parque Nacional de Sierra Nevada, ocupando este último un 33,68% del total municipal.

## Geografía humana

### Organización territorial
El municipio carece de cualquier otro núcleo de población. Aparte del territorio principal, Beires cuenta también con dos exclaves de pequeña extensión más al sur.

### Demografía
Cuenta con una población de 148 habitantes (INE 2024).
| Gráfica de evolución demográfica de Beires entre 1842 y 2021                                                          |
| |
| Población de derecho según los censos de población del INE. Población de hecho según los censos de población del INE. |

### Economía

#### Evolución de la deuda viva municipal
| Gráfica de evolución de la deuda viva del Ayuntamiento de Beires entre 2008 y 2019                                |
| |
| Deuda viva del Ayuntamiento de Beires en miles de euros según datos del Ministerio de Hacienda y Función Pública. |

## Política
Los resultados en Beires de las últimas elecciones municipales, celebradas en mayo de 2023, son:
| Elecciones Municipales - Beires (2023) | Elecciones Municipales - Beires (2023)   | Elecciones Municipales - Beires (2023) | Elecciones Municipales - Beires (2023) | Elecciones Municipales - Beires (2023) |
| Partido político                       | Partido político                         | Votos                                  | %Válidos                               | Concejales                             |
| -------------------------------------- | ---------------------------------------- | -------------------------------------- | -------------------------------------- | -------------------------------------- |
|                                        | Partido Popular (PP)                     | 64                                     | 56,14%                                 | 4                                      |
|                                        | Partido Socialista Obrero Español (PSOE) | 34                                     | 29,82%                                 | 1                                      |
|                                        | Vox (VOX)                                | 10                                     | 8,77%                                  | 0                                      |
|                                        | Izquierda Unida (IU)                     | 1                                      | 0,87%                                  | 0                                      |

### Alcaldes
| Periodo   | Nombre                  | Partido |
| --------- | ----------------------- | ------- |
| 1979-1983 | Teodoro García Valverde | UCD     |
| 1983-1987 | Teodoro García Valverde | AP      |
| 1987-1991 | Teodoro García Valverde | AP      |
| 1991-1995 | Antonio Muñoz Lucas     | PSOE    |
| 1995-1999 | Miguel Barón Mañas      | PSOE    |
| 1999-2003 | Antonio Yebra López     | PP      |
| 2003-2007 | Antonio Yebra López     | PP      |
| 2007-2011 | Antonio Yebra López     | PP      |
| 2011-2015 | Antonio Yebra López     | PP      |
| 2015-2019 | Carmen González Garví   | PP      |
| 2019-2023 | Carmen González Garví   | PP      |
| 2023-act. | Carmen González Garví   | PP      |

## Símbolos
Beires solicitó permiso de la Junta de Andalucía para inscribir oficialmente el escudo y bandera que se utilizan a día de hoy el 20 de julio de 2005, recibiendo la aprobación a febrero de 2009.

### Escudo
Su descripción heráldica es la siguiente:

Escudo de un solo cuartel, de sinople, un puente de oro mazonado de negro y sostenido por dos montes truncados de oro y superados por una pala y un mazo del mismo metal puestos en aspa, todo ello sobre campaña de oro cargada de un laurel de sinople. 
Timbrado de corona real cerrada. 

### Bandera
La enseña del municipio tiene la siguiente descripción:

Paño rectangular vez y media mas largo que ancho, partido por mitad en bajo, verde la parte superior y gualdo, la inferior. En el centro del vexilo se cargará el escudo municipal fileteado de rojo.

## Servicios públicos

### Educación
El municipio carece de centros de enseñanza infantil, debiendo los alumnos acudir a los centros de la vecina Fondón.

### Sanidad
El municipio cuenta con un consultorio, dependiente del Complejo Hospitalario Torrecárdenas, que da servicio de lunes y jueves.